# Hipódromo de Ngong
El Hipódromo de Ngong (en inglés: Ngong Racecourse) es una pista de carreras de caballos en Nairobi, en el país africano de Kenia. Es la sede principal y en la actualidad la única pista para caballos en Kenia. Se encuentra a lo largo de la carretera Ngong, cerca de la Escuela Lenana y junto al Parque de negocios El Salvador. Es operado por el Jockey Club de Kenia. El hipódromo se inauguró en 1954, cuando sustituyó a la antigua pista de carreras en Kariokor, cerca de Nairobi CDB. El hipódromo aunque es hoy en día el único en su clase en Kenia no fue el único, puesto que hubo carreras en otras ciudades, incluyendo Eldoret, Nakuru, Nanyuki y Limuru. El primer evento de carreras de caballos en Kenia tuvo lugar en 1904 en Machakos con ponis somalíes.